# Horizontalni stabilizator
Horizontalni stabilizator (ang. tailplane ali horizontal stabiliser) je horizontalna struktura na repu letala ali drugega zrakoplova, npr. helikopter ali žirokopter. Uporablja se krmiljenje in stabilizacijo. Sprednji del je po navadi fiksen, zadnji del pa je gibljiv in služi kot višinsko krmilo. Če se celotna horizontalna površina premika se to imenuje stabilator ali "povsem leteči" rep. Pri V-repu so horizontalni, vertikalni stabilizator, ter višinsko in smerno krmilo združeno strukturo v obliki črke V.
Obstajajo tudi izvedbe letal brez ločenega horizontalnega stabilizatorja npr. leteče krilo ali brezrepno letalo.
Izvedbe:
| Konvencionalni | Križasti | T-rep | Povsem leteči (all flying) |